# Манекен Пис
Манекен Пис (на нидерландски: Manneken Pis; на френски: Petit Julien; на български: Пикаещото момченце) е символът на белгийската столица, сред най-известните забележителности на Брюксел.
Представлява миниатюрна бронзова статуя на голо момченце, пикаещо във фонтана под него. Разположен е в непосредствена близост до централния площад Гран Плас, на пресечката на улиците Rue de l'Étuve (Stoofstraat) и Rue du Chêne (Eikstraat).

## История
Точното време и обстоятелствата на създаването на статуята са неизвестни. Според някои сведения тя е съществувала още през XV век, възможно e и от 1388 г. В Брюксел съществува предание, че статуята е поставена, за да припомня събитията от Гримбергенската война, когато люлката със сина на херцог Готфрид III Льовенски била окачена на едно дърво, за да може бъдещият монарх с вида си да въодушевява гражданите, а детето оттам пикаело върху сражаващите се под него во̀ини. По друго предание статуята поначало била предназначена да напомня на гражданите за детето, което изгасило разположените от неприятеля боеприпаси, като се изпикало върху тях от градските стени.
Днешния си вид статуята придобива през 1619 г. благодарение на майсторството на Жером Дюкенуа — придворен скулптор маниерист, баща на по-известния Франсоа Дюкенуа. От 1695 г. нататък статуята неколкократно е похищавана, включително по време на престоя на наполеоновите войски в града (за последен път статуята е открадната през 1960-те години, след което за пореден път е заменена с копие). 

## Костюми
През годините около статуята възникват някои традиции, като например в празничните дни струята вода да бъде заменена от струя от вино или бира. Обличането с определен вид облекло датира от 1698 г., когато курфюрстът на Бавария Максимилиян-Емануил изпраща костюм за пикаещото момче. Всеки месец на оградата на фонтана се поставя списък с костюмите, които ще бъдат обличани на статуята. Обикновено това се прави от личности, допринасящи за града. Създадени са традиции и за обличане на статуята по различни поводи, като например при срещи на национални отбори по футбол да се облича с екип на белгийския национален отбор, облекло на Елвис Пресли на неговия рожден ден и други. Има налични над 950 различни костюми. От началото на февруари 2017 г. на няколко метра от статуята е отворил врати нов музей, показващ 133 броя различни образци от това облекло. Когато някой човек или организация иска да подари костюм, той трябва да подаде заявление до градския съвет на град Брюксел. Заявлението се разглежда на базата на правила, които забраняват оформление за политически, религиозни и търговски цели. Манекен Пис получава и много костюми като дипломатически подаръци: Япония води в това отношение с 18 различни облекла.

## Подобни статуи
- Свои „пикаещи момчета“ имат Гент, Хаселт, Герардсберген и Стара Загора. В Стара Загора статуята се намира в парк "Пети октомври"[3]
- В Брюксел са поставени паметници също така на пикаещото момиченце и пикаещото куче.

- Манекен Пис в различно облекло
- В облекло на джудист
- В облекло на Дядо Коледа
- В облекло на Дракула
- В облекло на зъл дух на инките
- В униформата на американските ВВС
- В дрехите на украински казак
- Пикаещото момче , 1000-ият костюм (13 май 2018 г.)
- Костюм на Спътниците на Божоле (15 ноември 2018 г.)